# Liste des abbesses de Fontevraud
La liste des abbesses de l'abbaye de Fontevraud comporte les noms des 36 abbesses en titre qui ont dirigé cette abbaye double de 1115 à 1792.
L'abbaye de Fontevraud, maison-mère de l'Ordre de Fontevraud fondée en 1101 par Robert d'Arbrissel, est d’abord dirigée par lui-même, assisté d’une grande-prieure — la première étant Hersende de Champagne, la seconde Pétronille de Chemillé. Robert décide qu’après sa mort hommes et femmes de l'abbaye obéiront à une abbesse. "Si le mode de nomination des Abbesses de Fontevraud n’a pas suivi la règle originale de l’élection, les faits montrent que le choix royal a été normalement heureux, du moins pour l’Ordre de Fontevraud car il y eut quelques nominations scandaleuses dans d’autres abbayes, en particulier par Henri IV…. Il n’est pas dit qu’une élection aurait été plus heureuse … Année 1992/ 99-3/ p. 211 ".
Tout comme la première grande-prieure, Hersende de Champagne, les abbesses ont toutes appartenu au milieu aristocratique. Parmi elles, on trouve quatorze princesses, dont cinq de la famille des Bourbons.Il est sans doute possible de dire de toutes ces Abbesses Elles vécurent pieusement, gouvernèrent paisiblement, et moururent saintement.

## Liste des abbesses
L'ouvrage L’Abbaye de Fontevrault. Notice historique et archéologique par M. G. Malifaud. Orné de photographies par M. Maurice Dollé. Angers Imprimerie P. Lachèze, Belleuvre et Dolbeau. 1866 mentionne p. 27 à 30 la date du décès des Abbesses, souvent avec le jour. Des précisions fort utiles ont été aussi trouvées dans J.F. Bodin. Recherches historiques sur la ville d’Angers, ses monuments et ceux du Bas-Poitou. Tome 22. Saumur. 1846 p. 556 à 559.

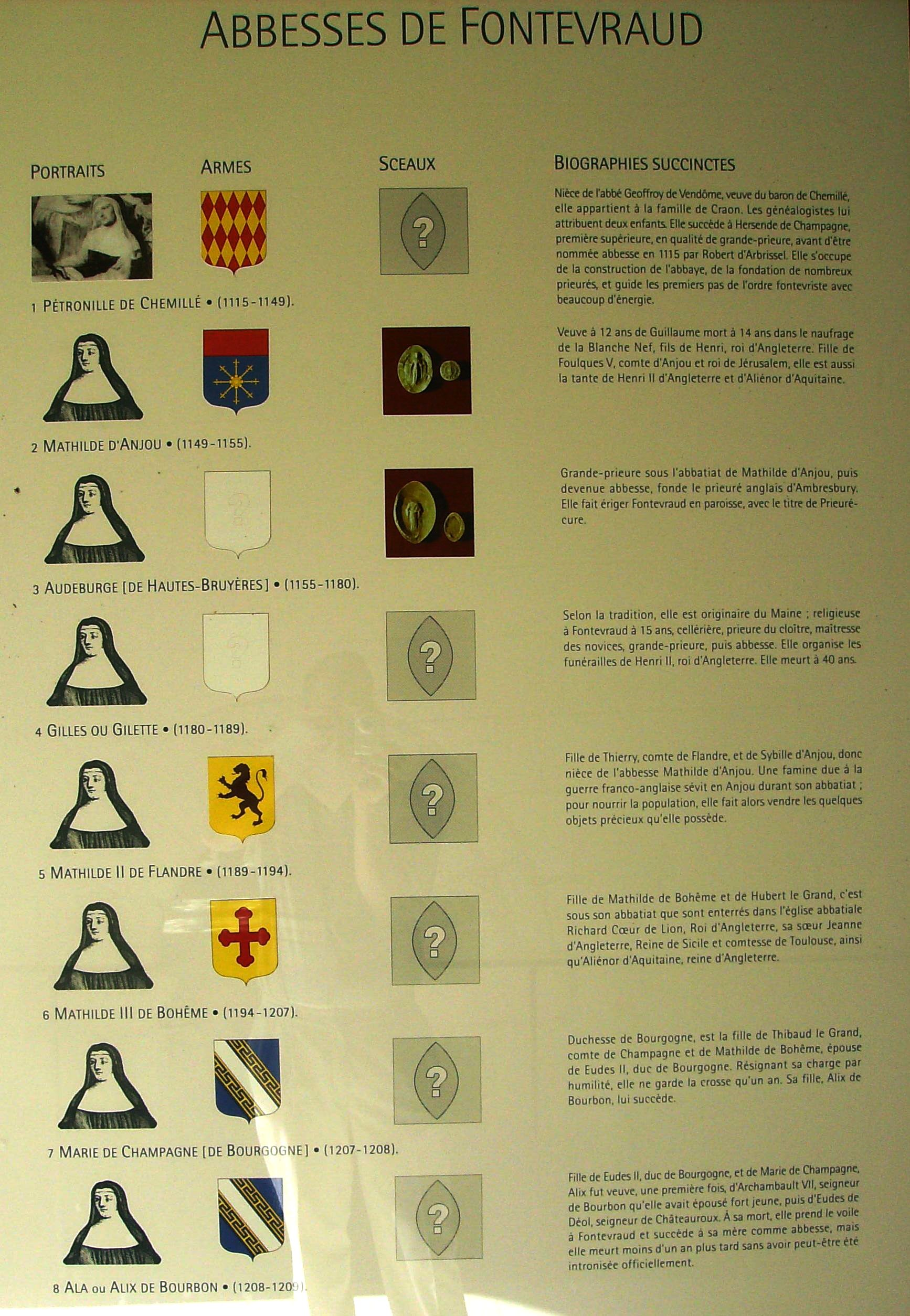
Liste des abbesses affichée à l'intérieur de l'abbaye.

1. 1115-24 avril 1149 : Pétronille de Chemillé. Nièce du donateur du site de la Roë, première fondation de Robert d'Arbrissel. Veuve du baron de Chemillé. Grande-prieure à la suite d'Hersende de Montsoreau décédée en 1212 du vivant de Robert d’Arbrissel, elle devint abbesse à la mort de celui-ci dont elle veilla qu'il fut inhumé dans le chœur de l'Église abbatiale, à droite du maître-Autel, emplacement fort honorable, mais peu propice à l'accomplissement de miracles publics puisque situé à l'intérieur de la clôture[4].
2. 1149-1155 : Mathilde d'Anjou. Fille de Foulques V d'Anjou et d'Erembourg du Maine, tante d'Henri II Plantagenêt. Elle épousa à l’âge de 10 ans , Guillaume Adelin, fils d’Henri Ier d'Angleterre[4]. Devenue veuve avant d’avoir atteint l’âge de 15 ans, elle se retira dans L'abbaye de Fontevraud, dont elle fut d'abord Grande-Prieure avant d'en être élue abbesse âgée de 43 ans.
3. 1155-3 juillet 1180 : Audeburge de Hautes-Bruyères autrement dit Ildeburge. Elle fonde, en 1177, le prieuré d'Ambresburg (Amesbury), près de Stonehenge[4] et fut choisie par Mathilde pour être Grande-Prieure.
4. 1180-19 mai  1189 : Gilles ou Gillette[4] Elle accueillit en l'Abbaye le corps d' Henri II (roi d'Angleterre) décédé dans la  Forteresse royale de Chinon
5. Adélaide, abbesse de Fontevraud en 1190 ? Fille de Thibaud V de Blois dit le Bon et d'Alix de France, elle-même fille du roi Louis VII et d'Aliénor d'Aquitaine.
6. 1189-23 mars 1194 : Mathilde II de Flandre. Fille de Thierry d'Alsace et de Sibylle d'Anjou. Elle accueillit un morceau de la vraie Croix offert par Richard Coeur de Lion.C'est sous son abbatiat également qu'Henri II d'Angleterre fut inhumé en l'Abbaye royale. Mathilde II de Flandres était la nièce de la seconde Abbesse Mathilde d'Anjou[4].
7. 1194-22 mai 1207 : Mathilde III de Bohême. Fille de Mathilde de Bohême et de Hubert le Grand[4] Fut d'abord prieure du Prieuré de Wariville.C’est sous son abbatiat que Richard Cœur de Lion, Jeanne d'Angleterre et Aliènor d'Aquitaine furent inhumés dans la nécropole dynastique des Plantagenêts qu'était devenue l'abbaye royale.
8. 1207-1er août 1208 : Marie de Blois (1128-1190) dite aussi Marie de Champagne. Duchesse de Champagne. Fille de Thibaut IV de Blois dit le Grand, comte de Champagne et de Blois. Sœur d'Ala, mère de Philippe-Auguste et de Mathilde de Carinthie. Après la mort d'Eudes II de Bourgogne Marie prit le voile en l'Abbaye royale, la gouverna pendant treize mois et y mourut. Selon liste exposée dans l’abbaye (voir photo). Selon les autres sources, Marie de Blois, ou de Champagne, ou de Bourgogne, fille de Thibaud IV le Grand, veuve d’Eudes II de Bourgogne, meurt le 7 août 1190[5].
9. 1208-10 octobre 1209 : Alix de Bourgogne. Fille d'Eudes II de Bourgogne et de la précédente abbesse, Marie de Blois. Veuve d'Archambaud de Bourbon, puis d'Eudes de Déol, seigneur de Châteauroux. Après ce second veuvage, elle trouva refuge à Fontevraud où elle succéda pour un très court abbatiat à l’Abbesse Marie de Champagne[6].
10. 1207-1218 : Alix de Champagne, fille de Berthe de Bretagne et d'Eudon II de Porhoët[7], première des trois princesses de Bretagne qui ont gouverné l'Ordre, élevée à la cour d'Angleterre. Morte deux ans après avoir quitté son abbatiat.
11. 1218-1228 Berthe qui fut au préalable Grande Prieure de l'Ordre. Le bourg lui doit l'édification de la chapelle funéraire Sainte Catherine, initialement lanterne des morts du cimetière.
12. 1228-1244 Adèle (ou Alix) de Bretagne, cousine de Blanche de Castille, fut résidente à la Cour d'Angleterre jusqu'à l'âge de vingt ans, elle prit le voile à Fontevraud avant d'en devenir Grande Prieure puis Abbesse.
13. 1244-1265 Mabile de la Ferté (ou de Blois). Evénement peu fréquent dans l'histoire de l'Ordre. Au début de son abbatiat, le nombre de religieuses ne dépassait pas 500.
14. 1265-1276 Jeanne de Dreux (de Brenne). Cette fille de Robert II, comte de Dreux et de Brenne, dut quitter, en butte aux critiques convergentes des Moniales- qui la trouvaient trop rigide - et des Moines - désireux de plus d'indépendance-, quitter l'Abbaye royale pour se retirer dans le prieuré anglais d'Amesbury.
15. 1276-1284 Isabeau d'Avoir se heurta, elle aussi aux velléités d'indépendance des moines qui goutaient peu d'être placés sous les ordres d'une femme(l'Abbesse).
16. 1284-1304 Marguerite de Pocey, fait déposer le cœur d'Henri III (fils de Jean Sans Terre et d'Isabelle d'Angoulême) dans le cimetière des Rois.
17. 1304-1342 Aliénor de Bretagne, fille de Jean II et de Béatrice d'Angleterre. Abbesse de Fontevraud, elle prit le voile à l’âge de six ans, gouverna l’Ordre pendant 38 ans, et mourut âgée de 68 ans. Elle lègue à l'abbaye le Graduel d'Aliénor de Bretagne, graduel[8] qui est actuellement conservé à la Bibliothèque Francophone municipale de Limoges (B.F.M.)[9],[10].
18. 1342-11 novembre 1349: Isabelle (Isabeau) de Valois. Fille de Charles de Valois et de Catherine de Courtenay. Demi-sœur du roi Philippe VI de France et arrière petite-fille de Louis IX (Saint Louis).D’abord religieuse à Poissy avant d’être Abbesse de Fontevraud pendant sept ans.
19. 1349-13 août 1353 : Théopheine (Théopheigne) de Chambon, maison alliée aux comtes d'Auvergne et de Boulogne.
20. 1353-1372 : Jeanne de Maugey connut des débuts d’abbatiat qui la virent contestée par le « petit troupeau » dont elle avait la charge et qui en appela à la Cour de Rome. Le pape Innocent VI l’ayant confirmée dans ses fonctions, elle reprit le sceptre abbatial pendant 19 ans.
21. 1372-11 octobre 1375 : Alix ou Adélaix de Ventadour.
22. 1373-1393 : Éléonore ou Aliénor de Parthenay.
23. 1393-13 octobre 1431 : Blanche d'Harcourt, fille de Jean VI d'Harcourt et de Catherine de Bourbon. Cousine germaine de Charles VI, Roi de France Elle fut d'abord religieuse à l'Abbaye Notre-Dame de Soissons lorsqu'elle fut demandée pour succéder à Aliénor de Parthenay.
24. 23 décembre 1431-14 décembre 1451: Marie d'Harcourt[11], cousine germaine de la précédente. Après son décès, Blanche de Craon , Grande-Prieure, administra l’Ordre jusqu’à l’élection de Marguerite de Montmorency
25. 1431-1434 : (schisme abbatial) : Marguerite de Beaufort de Montmorency, abbesse non reconnue par le pape Eugène IV. Cette abbesse qui ne fut pas reconnue par le Pape Eugène IV mourut l’année même de son élection. Cela laissa pourtant le temps pour que des désordres se produisent dans l’Abbaye[12],[13]
26. 1451-12 février 1457 : Marie de Montmorency , fille de Matthieu de Montmorency, Connétable de France. Gouverna l'Ordre pendant cinq ans.
27. 1457-19 octobre 1477 : Marie de Bretagne[14], sœur du duc François II et cousine du futur roi de France Louis XII, fille de Richard d'Étampes, Seigneur de Clisson et de Marguerite d'Orléans fille de Louis de France, duc d’Orléans, père de Louis XII.
28. 1477-19 septembre 1491 : Anne d'Orléans, sœur du roi de France Louis XII.Fit ses vœux de profession solennelle en 1483. L’église des moniales du Prieuré de Guesnes lui doit une chapelle latérale décorée d’une clef de voute à ses armes (écartelé d’Orléans, de Clèves de Milan et de La Marck)[15]
29. 1491-8 novembre 1534 Renée de Bourbon[16]Fille de Jean VIII de Bourbon-Vendôme et d'Isabelle de Beauvau. (Cf. la descendance de Saint-Louis.). Prit l’habit à Saintes dès qu’elle eut 8 ans. L’Abbesse Anne d’Orléans qui la fit venir en l’Abbaye lui fit faire sa profession. Élue Abbesse de la Trinité à Caen en 1490 Liste des abbesses de la Trinité de Caen; Âgée de 22 ans, elle revint en l’abbaye royale en 1523 pour y être élue Abbesse[17] dont elle fut une des grandes dite « la perle de Fontevraud »[18]et la première des cinq Abbesses de Bourbon qui se succédèrent de tante à Nièce de 1491 à 1679. Ce fut une abbesse bâtisseuse (mur de clôture, reconstruction partielle du cloître du Grand Moutier)[19]
30. 1534-21 septembre 1575 : Louise de Bourbon (1495 † 1575). Fille de François de Bourbon-Vendôme et de Marie de Luxembourg.
31. 1575-1611 : Éléonore de Bourbon (1532 † 1611). Fille de Charles IV de Bourbon et de Françoise d'Alençon). Sœur d' Antoine de Bourbon, duc de Vendôme et roi de Navarre, père du futur  Henri IV (roi de France).
32. 1611-11 janvier 1637 : Louise de Bourbon de Lavedan (1548 † 1637), dite Louise II, descendante de Charles de Bourbon-Lavedan lui-même fils naturel de Jean II de Bourbon.
33. 1637-16 janvier 1670 : Jeanne-Baptiste de Bourbon (1608 † 1670). Fille légitimée d'Henri IV de France et de Charlotte des Essarts, comtesse de Romorantin. Demi-sœur de Louis XIII, elle fut la dernière abbesse des Bourbon. (Cf. la descendance de Henri IV.)Ce fut une femme d'autorité s’octroyant le titre de "Chef et Générale de l'abbaye et de l'Ordre de Fontevraud"[20] et de haute spiritualité. Elle fut aussi une bâtisseuse décidant de la rénovation du chœur de l'église abbatiale. La grande grille enveloppée de draperies greffées sur un arc triomphal sépare la nef du chœur, le monde profane du monde sacré[21] Elle ne s'embarrasse pas de principes lorsqu'elle décide d'envoyer deux de ses religieux vers L'Abbaye de la Trinité de Vendôme  avec mission d'y détruire tout document concernant Robert d'Arbrissel  jugé dérangeant pour l'image de Abbaye Notre-Dame de Fontevraud.
34. 1670-15 août 1704 : Marie-Madeleine de Rochechouart (1645 † 1704) dite Marie-Madeleine-Gabrielle-Adélaïde de Rochechouart de Mortemart de Vivosne, dite la reine des abbesses, sœur de Madame de Montespan.
35. 1704-1742 : Louise-Françoise de Rochechouart de Mortemart (1664 † 1742). Nièce de la précédente et fille de Louis Victor de Rochechouart de Mortemart, maréchal de France et d'Antoinette Louise de Mesmes, fille du président du Parlement de Paris.
36. 1742-1753 : Louise-Claire de Montmorin de Saint-Hérem[22], fille de l'évêque d'Aire Joseph-Gaspard de Montmorin de Saint-Hérem, abbesse de l’Abbaye de Mercoire-  Diocèse de Mende (1728) Abbesse de l’abbaye de Montreuil (1739).) Abbesse de l' Abbaye de Port-Royal de Paris en 1741. Elle fut nommée gouvernante des quatre filles de Louis XV que ce monarque fit élever à Fontevraud[23]. Elle participa aux débats sur le Jansénisme et fit brûler tous les livres saisis dans l'abbaye[24].
37. 1753-1765 : Marie-Louise de Thimbrune ou de Timbronne de Valence[25], issue d'une des plus nobles et illustres familles de la Guyenne. Religieuse du Prieuré du Paravis.
38. 1765-1792 : Julie-Sophie-Gillette ou Gilonne[26] de Pardaillan de Gondrin de Montespan d'Antin (1er octobre 1725 † 25 octobre 1797)[27]. Arrière-arrière-petite-fille de Madame de Montespan via son seul fils légitime et arrière-arrière-petite-nièce de la reine des abbesses Marie-Madeleine de Rochechouart. Née en 1725, Julie-Sophie-Gillette de Gondrin de Pardaillan d’Antin, est l’héritière d’une grande famille aristocratique. Destinée à devenir abbesse comme deux de ses tantes, elle est éduquée à l’Abbaye Royale dès l’âge de 3 ans. Excepté trois années passées à la Cour, elle a ainsi toujours vécu à Fontevraud. Elle y fut maîtresse des novices, institutrice d’une princesse royale et grande prieure associée à l’ avant-dernière abbesse Marie-Louise de Valence. Madame d'Antin quitta l'abbaye la dernière, le 25 septembre 1792, chassée par les révolutionnaires[28], déguisée en paysanne. Après s'être retirée à Angers, en compagnie de quelques religieuses, où elle a prêté serment, elle mourut à l'Hôtel-Dieu de Paris assistée de l'ex-sous prieur de saint Jean de l’habit Joly-Louis-Claude Hénin qui fut ainsi fidèle à la demande du fondateur de l’ordre Robert d’Arbrisel « Mére voilà ton fils, fils voilà ta mère »[29] le 25 octobre 1797. (Cf. Louis-Antoine de Pardaillan de Gondrin, futur duc d'Antin, fils de Louis Henri de Pardaillan de Gondrin.)

Anne de Grossoles de Flamarens, ancienne religieuse du Prieuré du Paravis, se trouve en 1792, en qualité de Grande Prieure à l’abbaye de Fontevraud. Elle aurait dû ainsi succéder à Mme d’ Antin. Elle quittera l’Abbaye Notre-Dame de Fontevraud peu avant Mme d’ Antin.

## Armoiries des Abbesses de Fontevraud
- Avant propos. Une ressource irremplaçable pour l’étude de cette question est l’ouvrage de l’Abbé Edouard « Fontevrault et ses monuments » publié en 1873 par la « Grande Imprimerie Catholique de France. L’on y trouve, à compter de la page 591 jusqu’à la fin de l’ouvrage le dessin des armoiries de ses Abbesses – mais non leur blasonnement que l’on s’efforcera de compléter ci-dessous - hors celles de rang 3 et 4[32].
- En prélude, rappelons les armoiries de l’Ordre de Fontevraud : « Une croix accostée d’un M et d’un J qui signifient Maria (Marie) et Johannes (Jean) devenues un sainte devant deux clefs croisées[33]

- 1re Abbesse. Mathilde d’Anjou. + 1155.
D’azur à l’escarboucle d’or, au chef cousu de gueules. Armoiries de la ville de Fontevraud l'Abbaye
- 28e Abbesse. Anne d’Orléans. + 1491
Ecartelé d’Orléans, de Clèves de Milan et de La Marck.
- 31e Abbesse. Eléonore de Bourbon. + 1610 ou 1611 :
D’azur à trois fleurs de lys d’or au bâton péri de gueules en bande ou de France à la bande brochante de gueules.
- 34e Abbesse. Marie-Madeleine de Rochechouart. † 1704) Marie-Madeleine-Gabrielle-Adélaïde de Rochechouart de Mortemart de Vivosne, Fascé-ondé d’argent et de gueules de six pièces abaissé sous les armes de l’Ordre.
- 35e Abbesse. Louise Françoise de Rochechouart 
Elle porte des armes identiques à celles de Marie- Madeleine -Gabrielle (34e Abbesse) à ceci prés que la Vierge d’or des armoiries de l'Ordre sous laquelle étaient abaissées les armes de sa famille était remplacée par un clou de la passion.

## Les lieux d’inhumation des Abbesses de Fontevraud.

### Les premières inhumations
Robert d'Arbrissel avait défendu d’élever aucun monument et de graver aucune inscription sur la tombe des religieuses dont la sépulture devait être inconnue des sœurs. Mais ces dernières prescriptions ne furent point observées à l’égard des Abbesses. On leur éleva donc de beaux mausolées placés dans le chœur, en avant des stalles, rappelaient leur personne au physique et au moral par les inscriptions et les figures qui en faisaient l'ornement 
Mémorial des abbesses de Fontevrault issues de la maison royale de France, accompagné de notes historiques et archéologiques par Armand Parrot" P. 53

### La crypte des Abbesses (Vers 1638)
La crypte des abbesses construite  au milieu du chœur subsiste encore. On y descend par seize marches en pierre.Voilà ce que l’on pouvait encore écrire en 1880. Armand Parrot Op. cit. p. 95. On y voyait des cercueils de plomb, sous de modestes dalles, hormis la dernière abbesse, Julie- Sophie-Gillette de Gondrin de Pardaillan d'Anlin, qui décéda à Paris le 20 décembre 1797, et dont on ignore le lieu de la sépulture. Hélas, de cette crypte, il ne subsiste plus rien. Sa démolition commencée lors de la Révolution française fut reprise et achevée au début du XXe siècle par Lucien Magne pourtant Architecte en chef des monuments historiques, en charge de l’Abbaye royale de Fontevraud, en plus de ses fonctions d’ architecte du Sacré-Cœur de Montmartre, à partir de 1904 . La raison de cette étonnante attitude : L’Architecte L. Magne, voulant retrouver le niveau du sol au XIIe siècle, fit effondrer la voûte de la crypte. La suite des travaux n’est pas moins étrange : Ce qui restait de la crypte des Abbesses fut alors comblée par divers matériaux dont de nombreux fragments lapidaires, provenant, pour certains, du mausolée des Plantagenêts édifié lui aussi par Jeanne-Baptiste de Bourbon. Sans doute s’agit-il de ce que l’histoire connaît sous le nom de cimetière des rois.

### La crypte archéologique (1993)
Cette crypte des Abbesses – dont rien ne subsiste, rappelons le - ne doit pas être confondue avec la crypte archéologique unique espace du XIIe siècle présentée dans son intégrité aménagée en 1993 et que l’on peut visiter de temps en temps. Vues de cette crypte avant l’établissement d’un nouveau plancher en béton[Quoi ?].

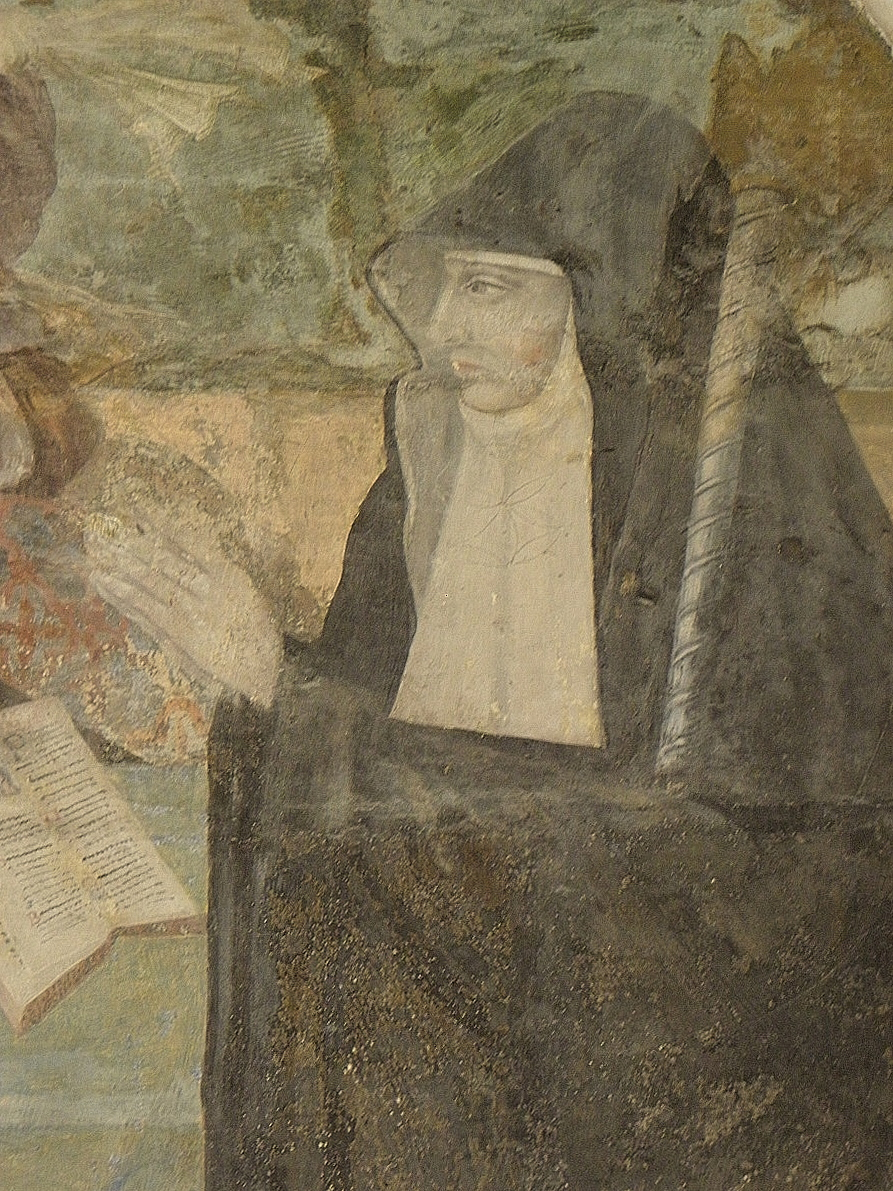
Renée de Bourbon, la perle des Abbesses.
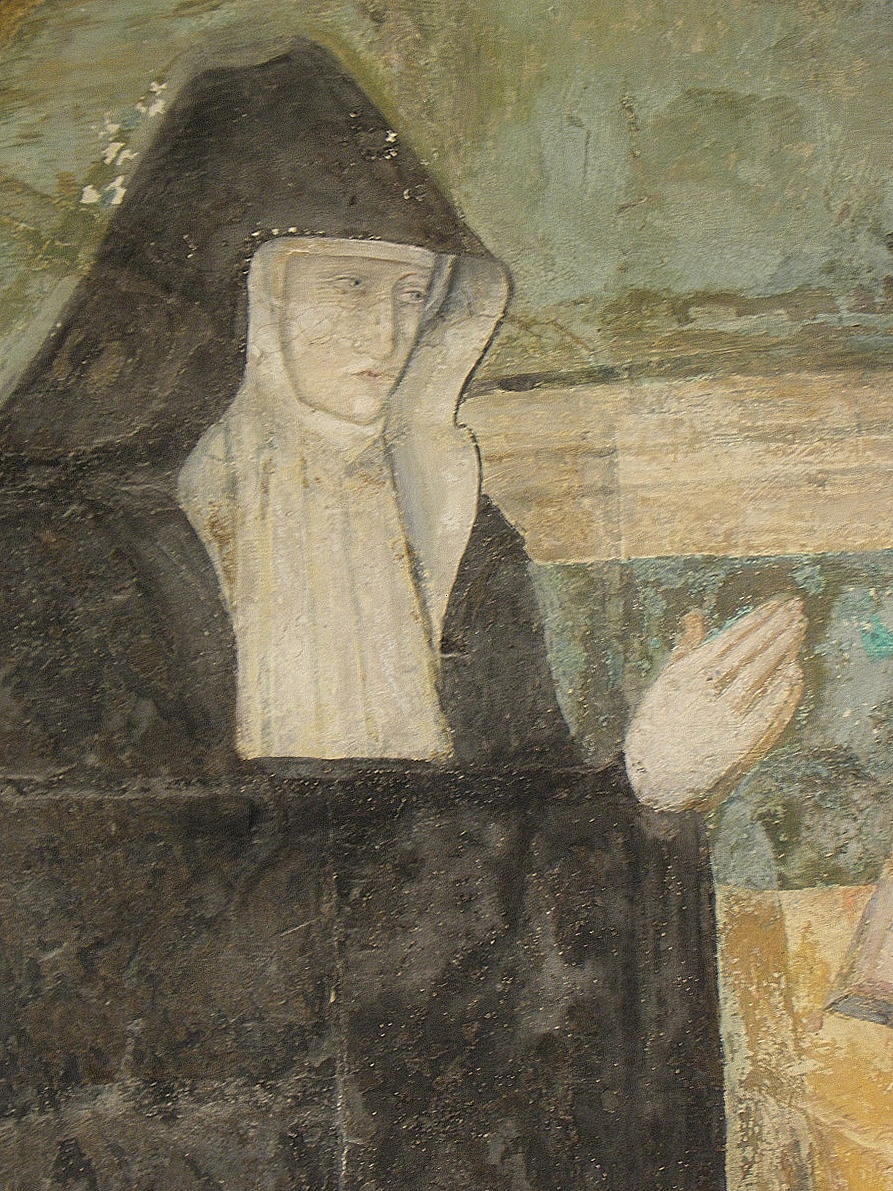
Louise de Bourbon.
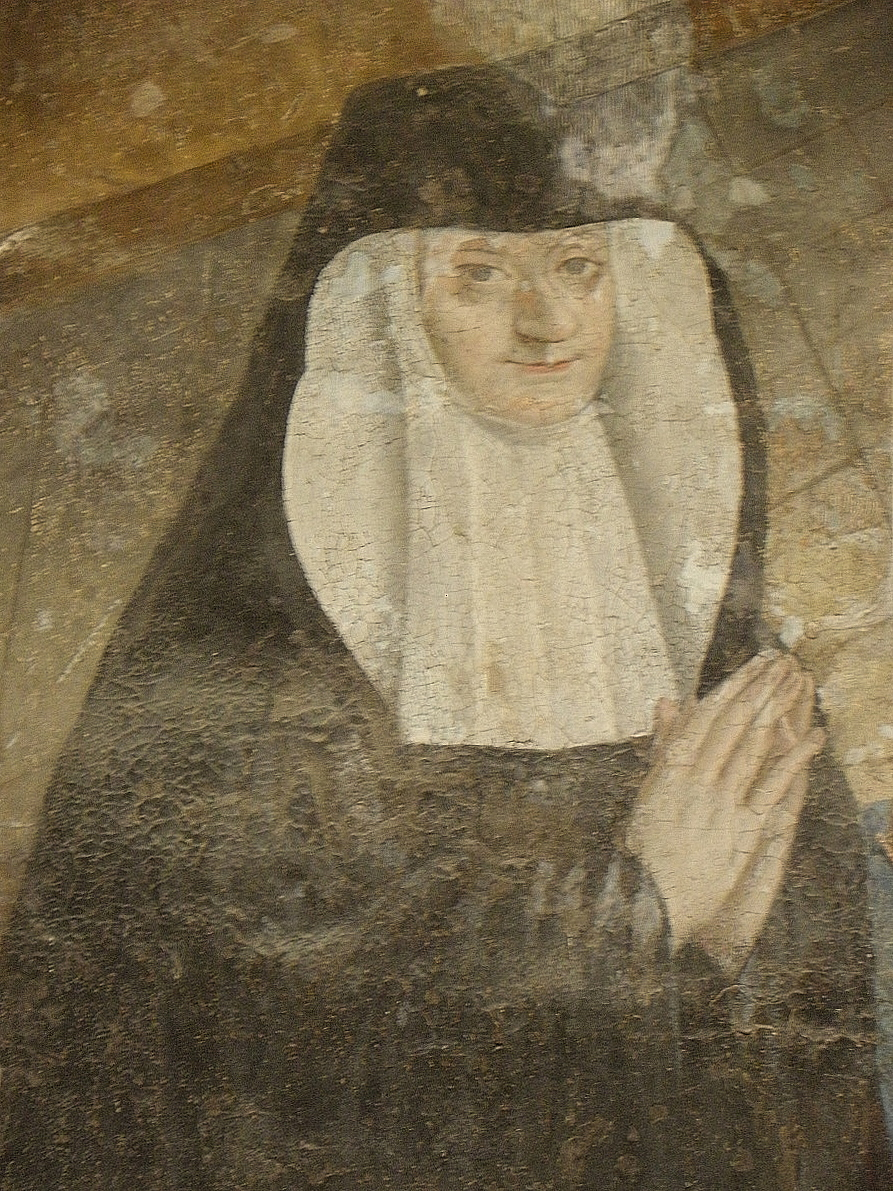
Éléonore de Bourbon.
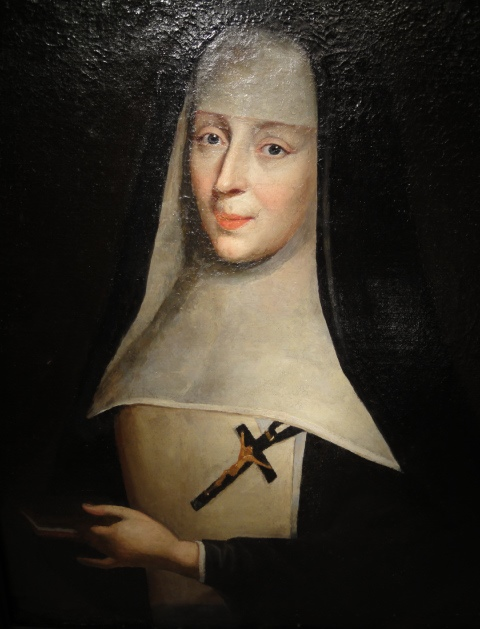
Louise de Bourbon de Lavedan.
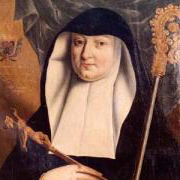
Jeanne-Baptiste de Bourbon.
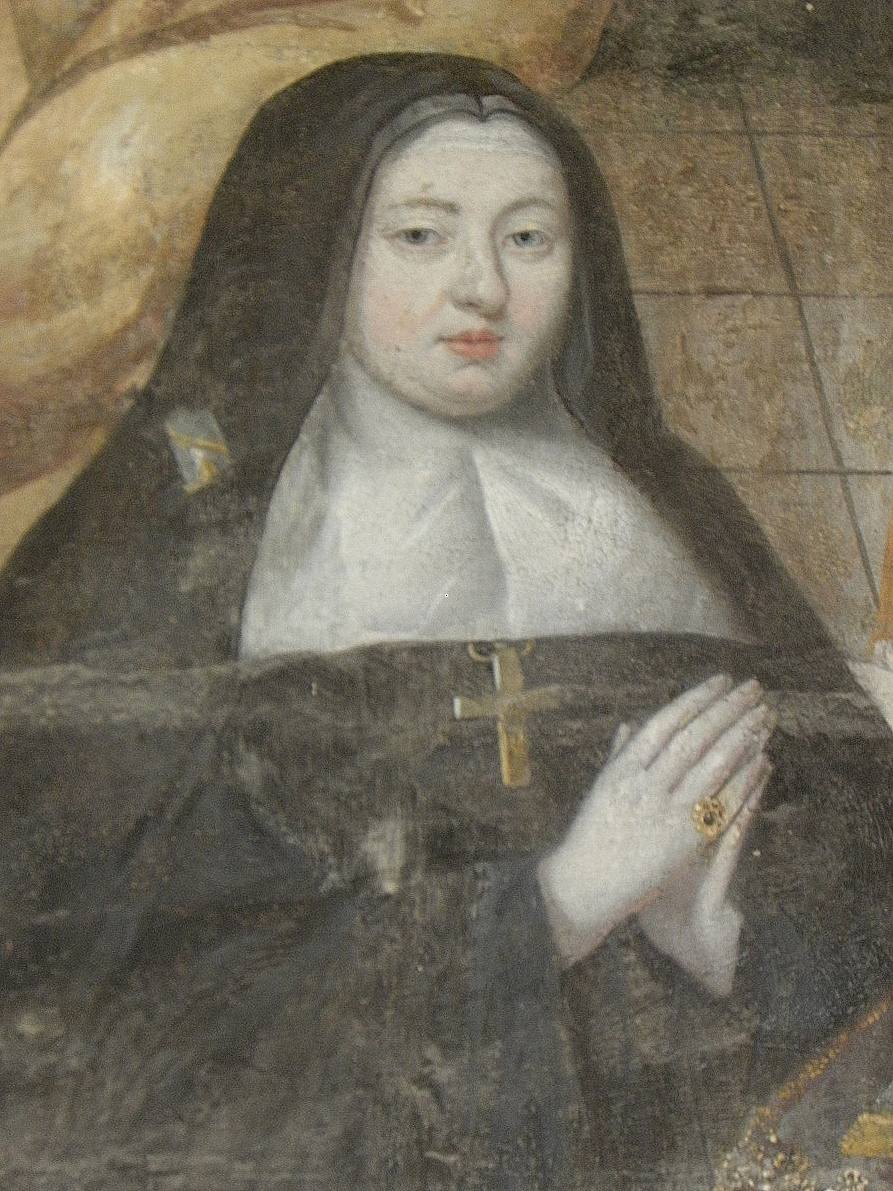
Marie-Madeleine de Rochechouart, reine des abbesses.
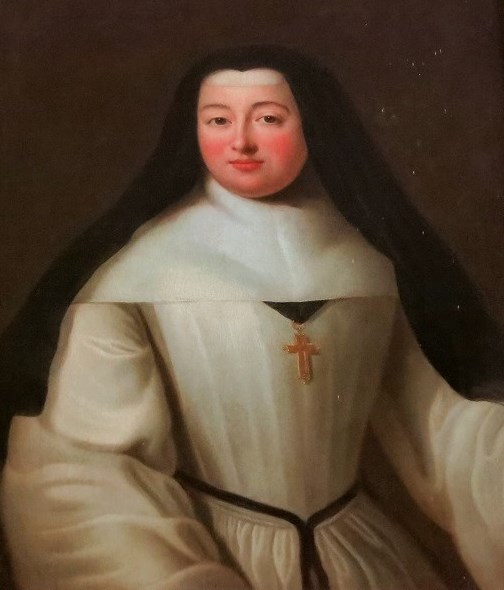
Louise-Françoise de Rochechouart.
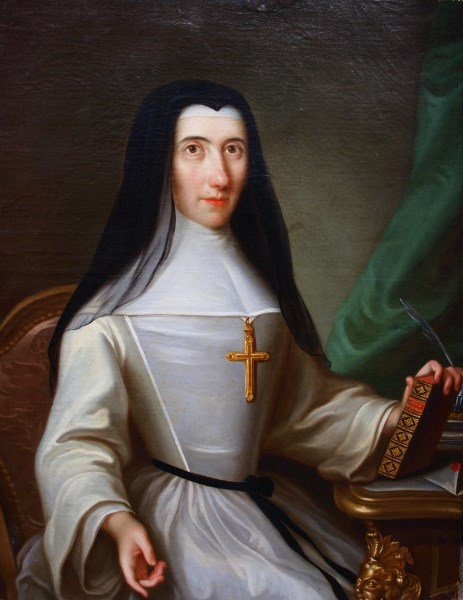
Louise-Claire de Montmorin de Saint-Hérem
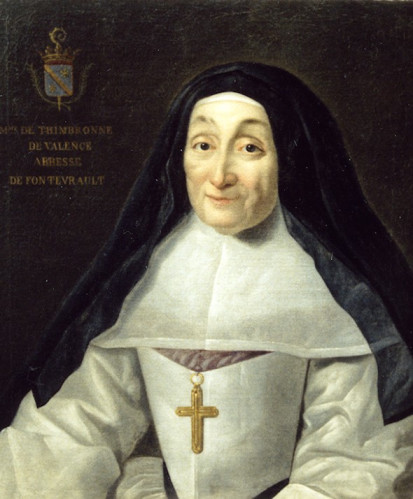
Marie-Louise de Timbrone de Valence
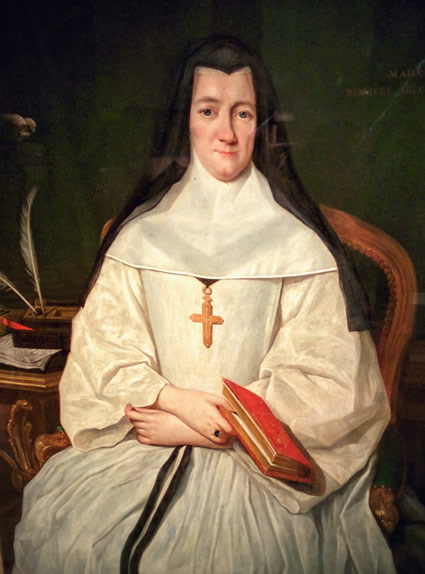
Julie-Gillette de Pardaillan d'Antin.

## Source
Informations sur les abbesses tirées du livre de Jean François Bodin revu et complété par Paul Godet en 1845 "Recherches historiques sur la ville de Saumur et son arrondissement (Haut Anjou)" tome 1 p. 629 Tableau chronologique et historique des abbesses de l'ordre de Fontevrault.